# Marine Jehaes
Marine Jehaes, née le 30 juin 2003 à Liège (Belgique) est une athlète belge spécialiste dans le sprint.

## Carrière
Marine a commencé sa carrière d'athlétisme à l'âge de 14 ans. Elle a rapidement progressé dans les catégories d'âge et a remporté son premier titre national en 2018, en devenant championne de Belgique du 200 mètres cadettes.
Marine participe aux jeux olympiques de Paris 2024 avec le relais d'athlétisme féminin belge du 4 x 100 mètres.

### Club
Marine est affiliée au club de Seraing d'athlétisme. 

## Records personnels

### Extérieur
| Discipline | Performance | Vent     | Date            | Lieu          |
| ---------- | ----------- | -------- | --------------- | ------------- |
| 100 m      | 11,37 s     | +1,0 m/s | 19 juillet 2024 | Albi          |
| 200 m      | 24,29 s     | +0,8 m/s | 19 juin 2022    | Saint-Nicolas |

### Intérieur
| Discipline | Performance | Date         | Lieu             |
| ---------- | ----------- | ------------ | ---------------- |
| 60 m       | 7,23 s      | 03 mars 2024 | Louvain-la-Neuve |
| 200 m      | 23,65 s     | 03 mars 2024 | Louvain-la-Neuve |

## Palmarès

### 60 m
- 2024 :  Championnats de Belgique en salle TC - 7, 29 s

### 100m
- 2023 :  Ligue Belge Francophone d'Athlétisme TC - 11,60 s

### 200m
- 2022 :  Championnats de Belgique d'athlétisme junior - 24,65 s

### 4 x 100 m
- 2023 : 5e Championnats d'Europe espoir à Espoo

## Vie personnelle
Marine Jehaes est étudiante en faculté de Médecine en sciences de la motricité à l'Université de Liège. Elle est également ambassadrice de la société Literie Jehaes, une entreprise belge de literie.